# 安東寧·斯卡利亞
安東寧·格雷戈里·斯卡利亞（i/ˌæntənɪn skəˈliːə/，1936年3月11日—2016年2月13日），美國法學家。自1986年起擔任美國最高法院大法官直至其離世，是在任服务时间最长的大法官。

## 早年经历
斯卡利亚出生在新泽西州特伦顿市，曾就读于乔治城大学和哈佛法学院。在克利夫兰一家律师事务所工作6年后，成为了弗吉尼亚大学的一名教授。20世纪70年代，他在尼克松政府和福特政府任职，曾出任联邦首席检察官助理。之后任教于芝加哥大学，在此期间积极参与了联邦党人学会的创建活动。1982年，羅納德·里根任命他为美国哥伦比亚特区联邦巡回上诉法院法官。

## 大法官时期
1986年被美國總統羅納德·里根任命為大法官，接替升任首席大法官的威廉·倫奎斯特。
斯卡利亞是美國最高法院大法官中，第一位意大利裔美國人。斯卡利亞篤信天主教，支持擁槍，反對墮胎、同性戀及平權法案，但是在相关判例中积极支持联邦及各州对宗教背景学校的优待政策。被普遍認為是最高法院大法官中屬於立場偏向保守派的领导者，素有保守主义法律运动的“旗手”之称，其对美国保守主义法律运动的影响被认为在“哥伦比亚特区诉赫勒案”后达到了顶峰。但若案件涉及美国宪法中刑事被告人的对质权问题和对言论自由的控制问题时，他則通常与其他保守派大法官的立场相异。
斯卡利亞以機智與雄辯聞名，即便他時常反對歐巴馬的政策，但歐巴馬依然稱許他是美国最高法院的「傳奇人物」，是「具有敏銳機智的優秀法學思想家」。斯卡利亚以语言浮夸、词藻华丽著称，比起他所撰写的法庭多数意见，他所撰写的异议意见往往更为迎人瞩目，并在“罗默诉埃文斯案”、“奥巴马医改案”和“奥贝格费尔诉霍奇思案”中贡献了例如“陌生的国度”、“花椰菜”和“幸运饼干里的神秘格言”等经典判词。
斯卡利亚于2016年2月13日逝于德克萨斯州，距离其80岁生日不到一个月。2017年4月10日，美国总统特朗普提名的新任大法官尼尔·戈萨奇正式宣誓就职，接替斯卡利亚去世留下的席位空缺。

## 轶事
斯卡利亚与其妻子莫琳是通过朋友介绍的相亲认识的，本来双方对相亲都不抱有期待，但在相亲过程中莫琳被斯卡利亚的幽默感深深吸引，此后坠入爱河，兩人於1960年在麻州完婚。莫琳是爱尔兰天主教徒，斯卡利亚为罗马天主教徒，两人皆遵守教义，不采取避孕措施。两人共育有九个子女，分别从事律师、牧师、教师和军官等行业。

## 榮譽
- 2018年11月16日，身後獲美國總統川普追授總統自由勳章，由其遺孀莫琳代表領獎[4]。

## 相关书籍
- 《最高法院的“喜剧之王”：安东宁·斯卡利亚大法官传》；[美]琼·比斯丘皮克 著；何帆 编；钟志军 译；出版社：中国法制出版社；ISBN 978-7-509-33300-6